# Owiewka
Owiewka – wyprofilowana osłona aerodynamiczna stosowana w konstrukcji statków powietrznych (w szczególności podwozia), samochodów wyścigowych, motocykli itp. Celem stosowania owiewki osłaniającej wystające części pojazdu jest zmniejszenie ich oporu aerodynamicznego lub interferencyjnego – np. przy przejściu kadłuba w skrzydło.

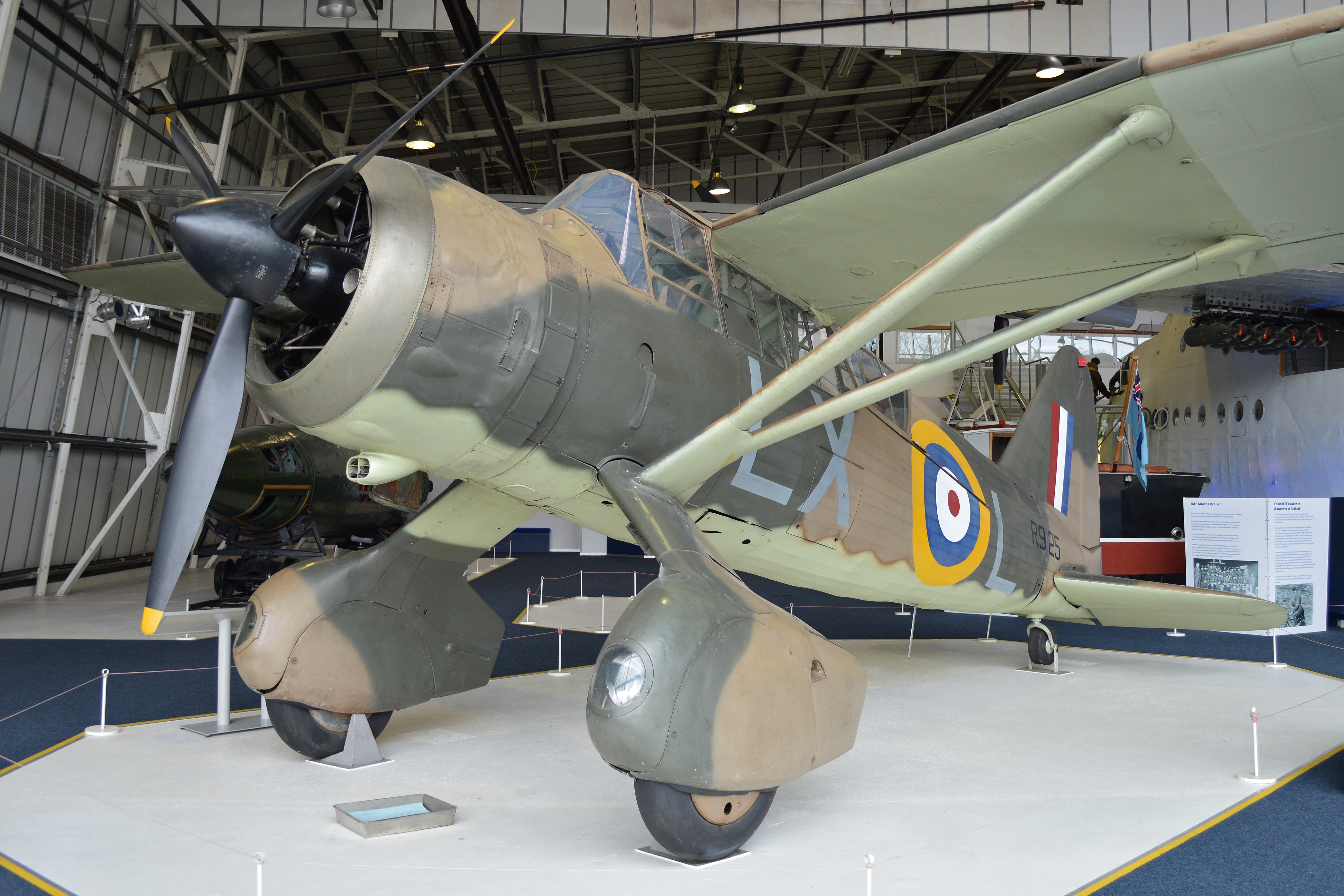
Charakterystyczne, duże owiewki podwozia samolotu Westland Lysander, z reflektorami do lądowania
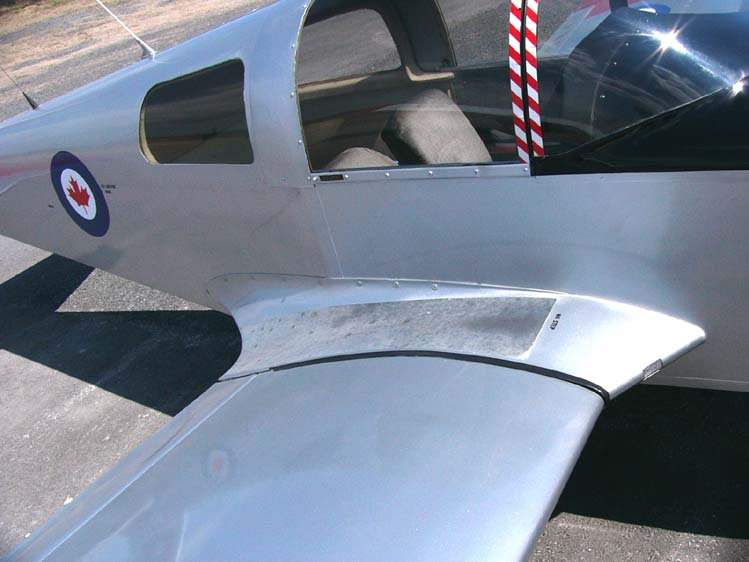
Owiewka przy nasadzie skrzydła samolotu Grumman American AA-1
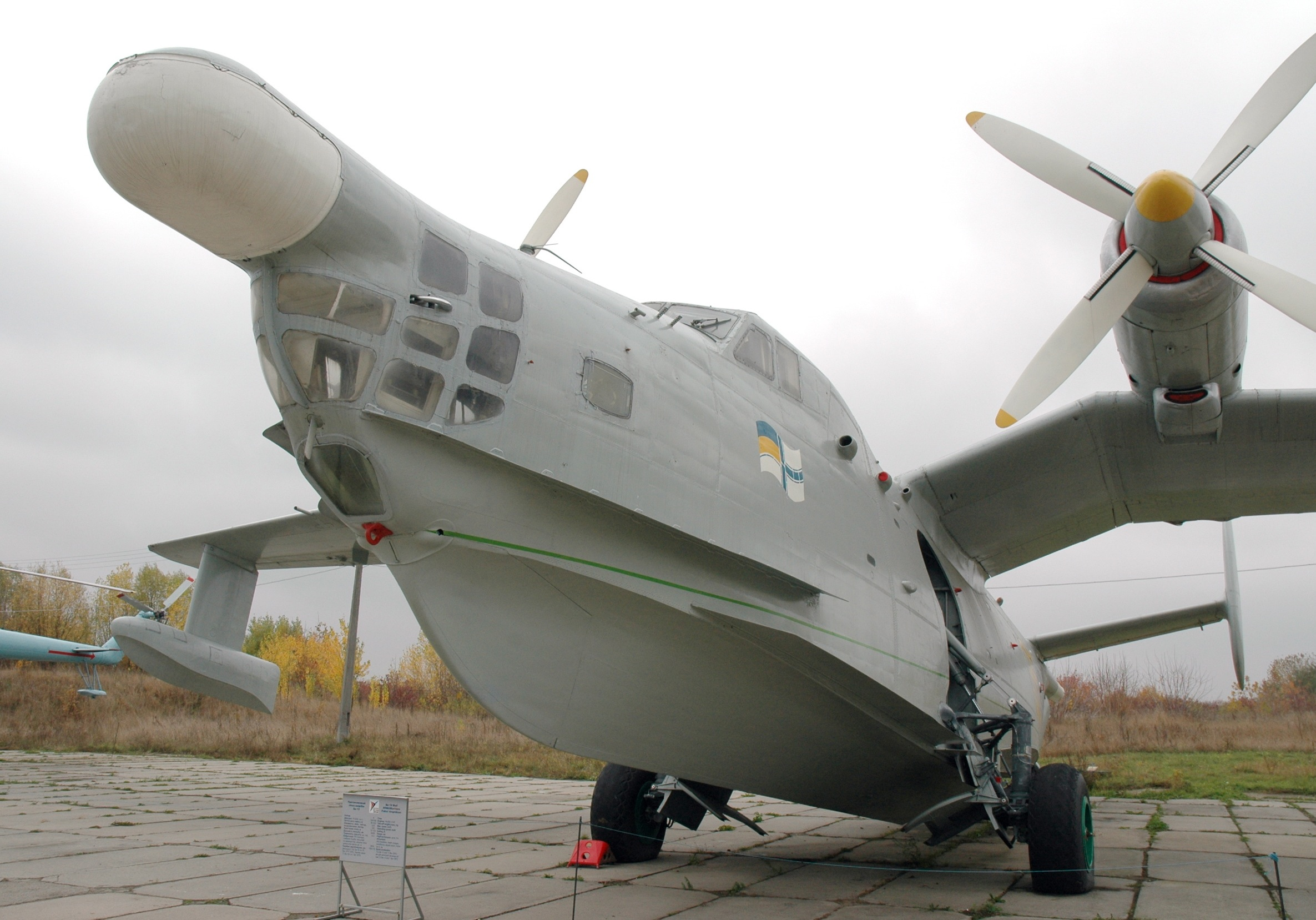
Owiewka na dziobie Be-12 mieszcząca radar
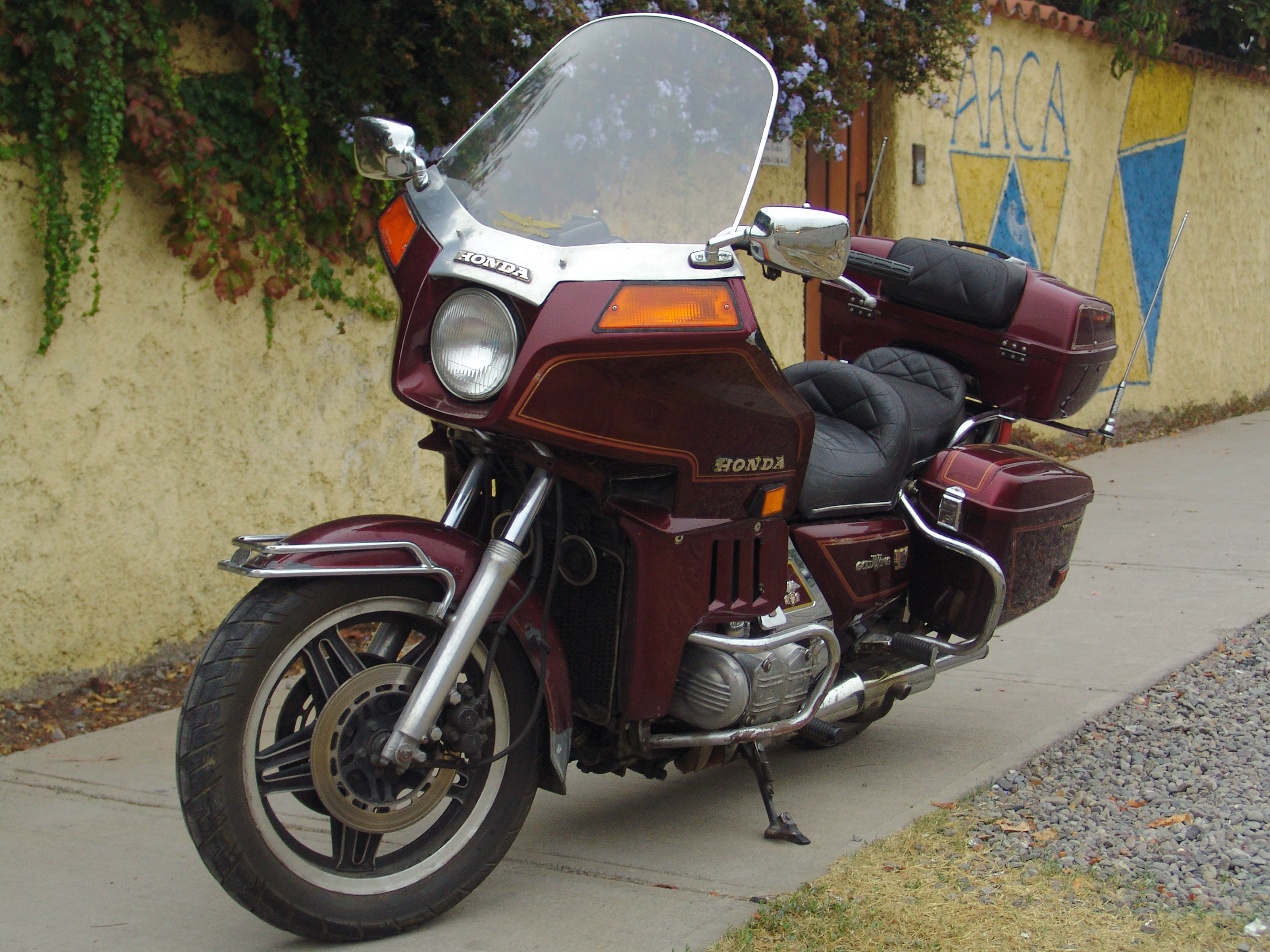
Owiewka motocykla Honda Gold Wing